# Rathaus Gardelegen

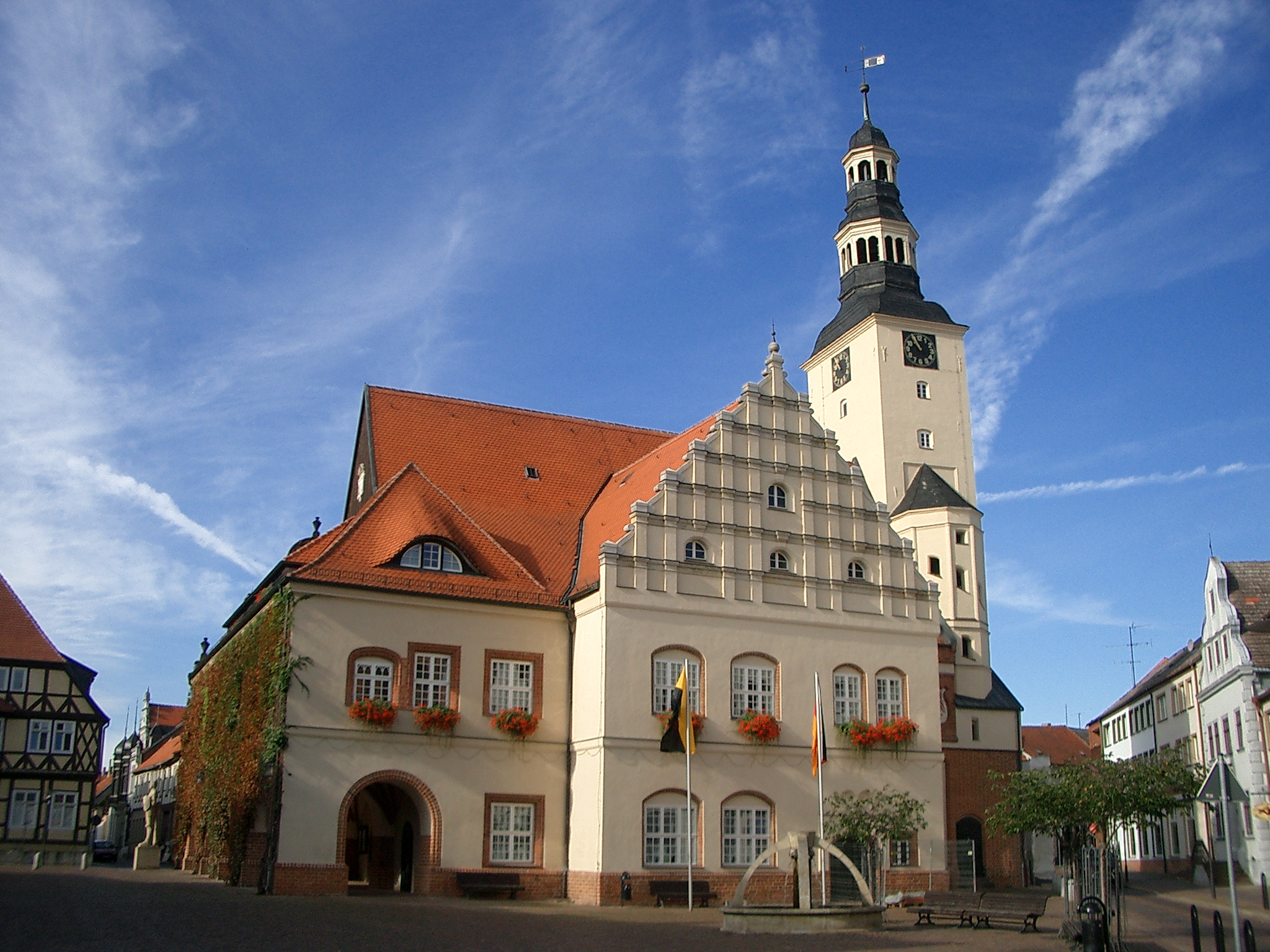
Das Rathaus von Osten gesehen.

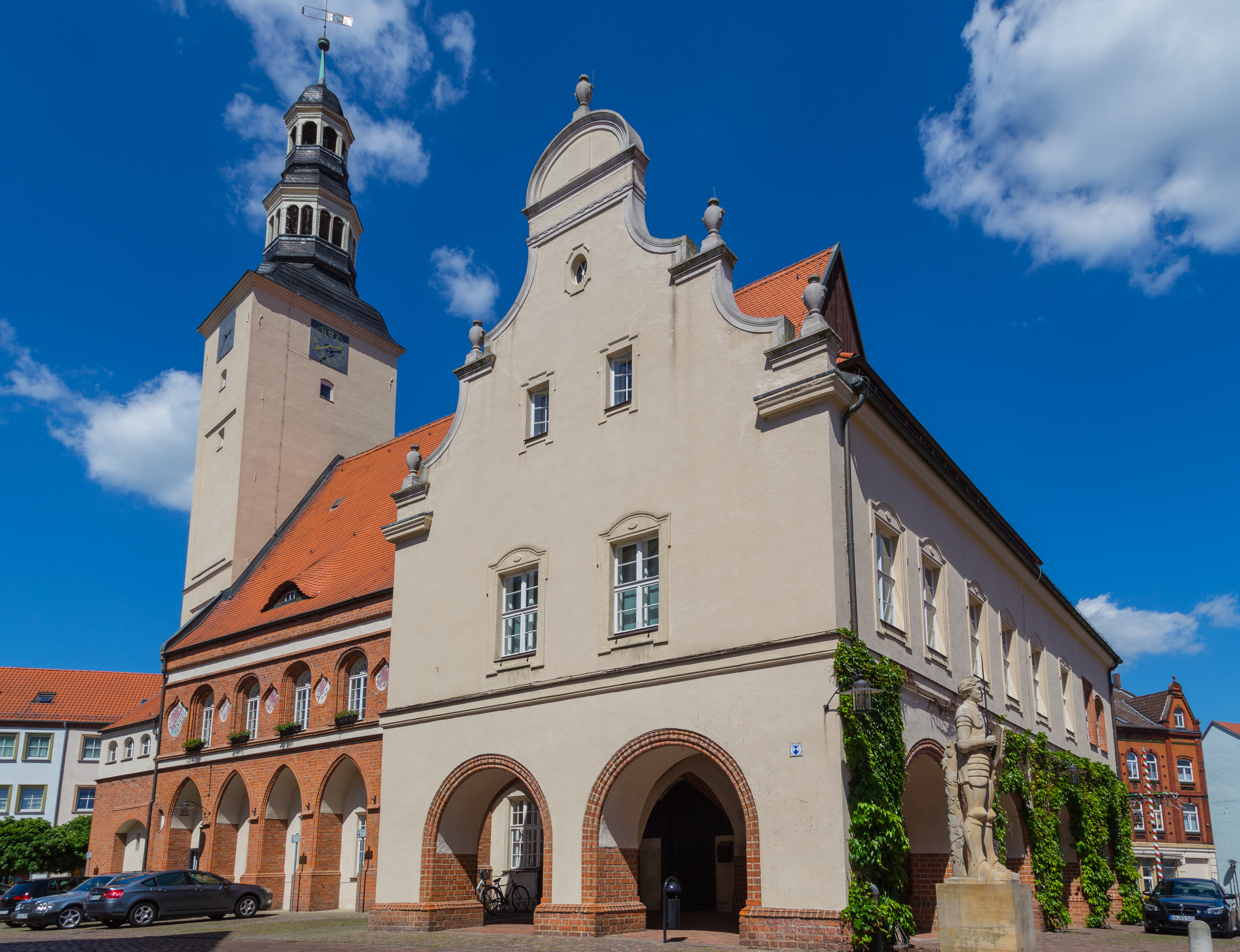
Ansicht von Süden mit dem Roland.

Das Rathaus Gardelegen ist das Rathaus der Stadt Gardelegen in Sachsen-Anhalt.

## Geschichte
1241 wurde an der Stelle des heutigen Rathauses ein Kauf- und Schauhaus erstmals urkundlich erwähnt. Vor der westlichen Seite wurden 1999 sechs Kellerräume mit Tonnengewölbe aus dem Vorgängerbau aus der ersten Hälfte des 14. Jahrhunderts ausgegraben. Wenige weitere Reste des Vorgängerbaus sind vorhanden, jedoch erfolgte ein Neubau in den Jahren 1526 bis 1552, nachdem der Stadtbrand von 1526 den Vorgängerbau zerstört hatte.
1914 bis 1917 fand eine Erneuerung nach Plänen von Otto Stiehl statt, bei der unter anderem Ost- und Westgiebel hinzugefügt wurden und die Arkaden zu den Lauben hin geöffnet wurden. 1998 bis 1999 fand die bisher letzte umfassende Renovierung statt.
2002 wurde ein Roland als Ersatz für einen seit 1727 abgängigen Roland aufgestellt, von dem noch eine Zeichnung vorhanden ist (siehe auch: Roland von Gardelegen). Die Stadtverwaltung befindet sich heute größtenteils in einem Gebäude in der angrenzenden Rudolf-Breitscheid-Straße.

## Architektur

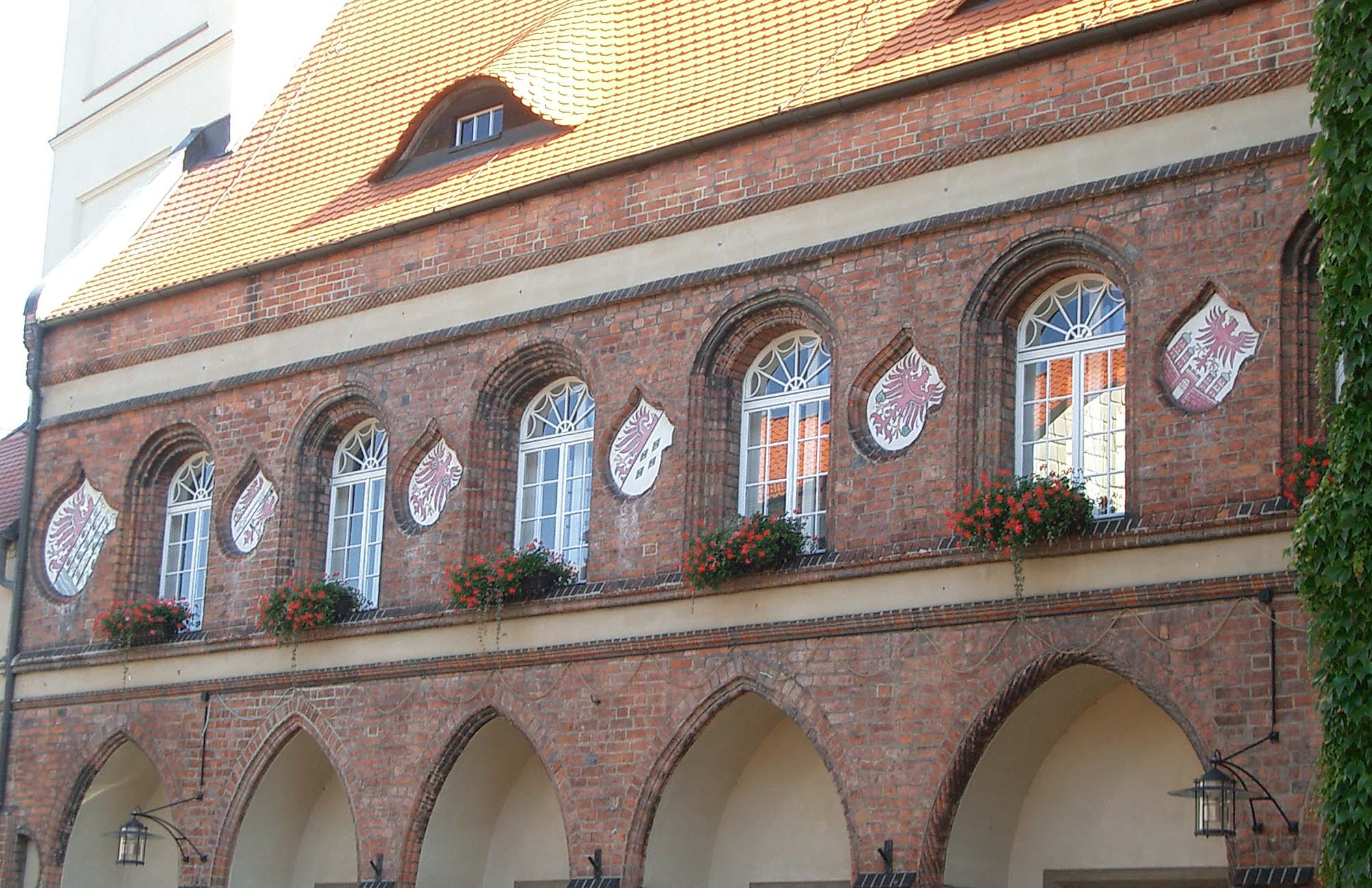
Südseite des Rathauses mit Wappen altmärkischer Städte und Arkaden

Das Rathaus besteht aus vier zusammenhängenden Teilen: einem Saalbau mit rechteckigem Grundriss, an dessen schmaler Nordwestseite ein Hausmannsturm steht, einem im Südosten quer dazu stehenden Bau und einem etwa quadratischen Bau auf der Nordostseite im Winkel zwischen Saalbau und Querbau. Es besteht aus Backstein, der teilweise verputzt ist, und ist im Kern spätgotisch, mit barocken, neugotischen und neubarocken Erweiterungen. Durch den Turm prägt das Rathaus neben der Nikolaikirche und der Marienkirche die Silhouette der Stadt.
Im Obergeschoss des Saalbaus befindet sich der Ratssaal mit Stichbogenfenstern und Wappenblenden, die 1815 eingesetzt wurden. Der quadratische Turm mit Schweifhaube und doppelt durchbrochener Laterne wurde 1707 auf einem älteren Gebäudeteil errichtet.
Der südliche Querbau hat im Erdgeschoss teilweise offene Lauben mit Arkaden und Sterngewölben. Im Innern des Gebäudeteils gibt es Stern- und Netzgewölbe.

## Lage
Das Rathaus steht im Zentrum der Altstadt auf dem dreieckigen Rathausplatz und hat die Postanschrift Rathausplatz 1. Auf dem Platz findet regelmäßig ein Wochenmarkt statt. Als Ersatz für den 1539 errichteten Piepenbrunnen, von dem aus im Brandfall Löschwasser über hölzerne Leitungen (Piepen) in die umliegenden Straßen geleitet werden konnte, steht heute an seiner Stelle ein moderner Brunnen.

## Denkmalschutz
Das Rathaus steht unter Denkmalschutz und wird unter der Nummer 094 85805 geführt.